# Ostrozhets (Dubno)
Ostrozhets (ucraniano: Остроже́ць) es un municipio rural y pueblo de Ucrania, perteneciente al raión de Dubno en la óblast de Rivne.
En 2018, el municipio tenía una población de 5948 habitantes, de los cuales en torno a la mitad vivían en la capital municipal homónima y el resto repartidos en trece pedanías. El municipio se fundó en 2016 mediante la fusión de los hasta entonces consejos rurales de Ostrozhets, Malyn, Novosilky, Pevzha, Pyannie y Uyizdtsi. Además de estos seis pueblos, pertenecen al actual municipio otros ocho: Bákoryn, Borbyn, Zabolótyntsi, Zábolotia, Zalavya, Zbóriv, Pidhái y Stavyshche.
Se conoce la existencia del pueblo en documentos desde 1446. Fue una pequeña aldea hasta que en 1528 Segismundo I Jagellón el Viejo autorizó al propietario de las tierras, Petr Mijailovich, a fundar aquí un miasteczko, que a lo largo de los siglos fue una fortificación en manos de distintas familias nobles polaco-lituanas. La RSS de Ucrania estableció aquí el centro administrativo del raión de Ostrozhets entre 1940 y 1959, para posteriormente integrar el pueblo en el raión de Mlýniv, al que perteneció hasta 2020. El consejo rural de Ostrozhets anterior a 2016 solamente incluía como pedanía a Zalavya.
El pueblo se ubica en el límite con la óblast de Volinia, unos 10 km al sureste de Lutsk.